# Головко, Степан Владимирович
Степан Владимирович Головко (1922, село Черноводск, Чимкентского уезда,  Сырдарьинской области, Киргизской АССР, РСФСР (ныне село Карасу, Сайрамского района, Южно-Казахстанской области, Казахстан) — 4 октября 1943, деревня Ермаки, Краснинского района, Смоленской области, РСФСР, СССР  (ныне Красновского сельского поселения, Краснинского района, Смоленской области, Россия)) — участник Великой Отечественной войны, командир отделения 961-го стрелкового полка, 274-й стрелковой Ярцевской дивизии, 36-го стрелкового корпуса,  31-й армии Западного фронта, сержант. Включён в список закрывших телом амбразуру пулемёта в книге Бессмертные подвиги.

## Биография
Родился в 1922 году в селе Черноводск, близ Чимкента. Окончил четыре класса школы, после этого работал в колхозе, а затем учеником слесаря на Манкентском ремонтном заводе.
Призван в РККА Сайрамским  РВК 5.12.1941 года. В мае 1942 года попал в состав формирующейся под Москвой 274-й стрелковой дивизии, был назначен командиром отделения.
Отличился в ходе тяжёлых боёв на подступах к Ярцево, длившихся с 8.8.1943 по 16.9.1943, в частности близ деревни Манчино. Был награждён орденом Отечественной войны 2-й степени (награда вручена не была, поскольку приказ о награждении вышел уже после смерти). После этого дивизия продолжала наступление с боями вдоль Минского шоссе.
На рубеже деревень Ермаки — Белеи , куда дивизия вышла к концу сентября 1943 года, она встретила ожесточённое сопротивление. 4.10.1943 после артиллерийской подготовки началась очередная атака подразделений 961-го стрелкового полка на деревню Ермаки. Однако атака была прервана огнём пулемёта, установленного в не подавленном артиллерией дзоте. Цепь наступающих залегла. Связь с артиллерией была нарушена . Сержант Головко, сняв с пояса противотанковую гранату, подполз к дзоту. На расстоянии 10-15 метров от дзота сержант поднялся, и приняв на себя пулемётную очередь, сумел бросить в дзот гранату.
Похоронен в братской могиле в деревне Ермаки.
Был представлен к званию Героя Советского Союза. Присвоение звания было поддержано последовательно командиром дивизии, командиром корпуса и военным советом армии, но сержант Головко был награждён только Орденом Ленина.
Именем сержанта Головко названа улица в селе Карасу, там же воздвигнут памятник  . На 440-м километре шоссе Москва — Минск построен мемориал в честь подвига С.В. Головко.